# Giuseppe Vidossi
Giuseppe Vidossi (Capodistria, 30 marzo 1878 – Torino, 5 giugno 1969) è stato un linguista e glottologo italiano.

## Biografia
In origine Vidòssich (con il quale firmò alcune traduzioni dal tedesco), fu uno studioso di linguistica e di tradizioni e dialetti popolari. Laureato a Vienna in filologia romanza nel 1900, continuò gli studi a Firenze dove si diplomò all'Istituto di Studi Superiori Pratici e di Perfezionamento. Collaborò negli anni 1930 all'Atlante linguistico italiano e divenne dal 1939 condirettore dell'Archivio glottologico italiano. Insegnò dal 1941 filologia germanica all'Università di Torino, applicandosi in dialettologia (soprattutto di Friuli e Veneto), etimologia e geografia linguistica.
Fu, tra l'altro, socio dell'Accademia delle Scienze di Torino, redattore della rivista "Il folklore italiano" e direttore del "Giornale storico della letteratura italiana".
Con Antonio Viscardi curò alcuni volumi dei Classici Ricciardi (Scritture e scrittori dei secoli VII-X; Scritture e scrittori del secolo XI; Scritture e scrittori del secolo XII).

## Opere principali
- Studi sul dialetto triestino, Trieste, 1901; a cura di Giovan Battista Pellegrini, Torino, 1962
- Compendio di storia della letteratura italiana ad uso delle scuole medie, 1910, 1915
- L'atlante demologico tedesco, Roma, 1936 (in "Lares")
- Linguistica ed etnologia, Torino, 1939 (in Le razze e i popoli della terra, a cura di Renato Biasutti)
- Lineamenti di linguistica spaziale, 1943 (con Matteo Giulio Bartoli)
- La religione degli antichi Germani, Torino, 1945
- Introduzione allo studio delle tradizioni popolari tedesche, Torino, 1949
- Saggi e scritti di folklore, prefazione di Paolo Toschi, Torino, 1960

## Traduzioni
- Johann Friedrich Herbart, Introduzione alla filosofia, 1908
- Gottfried August Bürger, Le avventure del barone di Münchhausen, 1958